# Chrysotus californicus
Chrysotus californicus är en tvåvingeart som beskrevs av Van Duzee 1924. Chrysotus californicus ingår i släktet Chrysotus och familjen styltflugor.
Artens utbredningsområde är Kalifornien. Inga underarter finns listade i Catalogue of Life.